# الفيلق الفرنسي الأرمني
الفيلق الفرنسي الأرمني (بالفرنسية: Légion arménienne) هي وحدة فيلق أجنبي داخل الجيش الفرنسي نشطت أثناء وبعد الحرب العالمية الأولى ضد الدولة العثمانية. كان اسم الفيلق الأصلي فيلق الشرق (بالفرنسية: La Légion d'Orient) أعيد تسميته بالفيلق الأرمني (بالفرنسية: La Légion Arménienne) في 1 فبراير 1919.